# Lista över färjeleder i Sverige
Det här är en lista över färjeleder i Sverige. Trafikverket Färjerederiet har 40 färjelinjer, normalt avgiftsfria.
| Färjeled             | Färjelägen                                                     | Färjetyp  | Vägnummer (med eventuell länsbokstav) | Enda vägtrafikförbindelse?                            | Notering                                                              |
| -------------------- | -------------------------------------------------------------- | --------- | ------------------------------------- | ----------------------------------------------------- | --------------------------------------------------------------------- |
| Adelsöleden          | Adelsö–Munsö (Väster om Stockholm, i Mälaren)                  | Lindragen | AB 816                                | Ja                                                    |                                                                       |
| Ammeröleden          | Ammerön–Stavre i Jämtland                                      | Lindragen | Z 564                                 | Nej (väg med bro finns)                               |                                                                       |
| Arnöleden            | Oknön–Arnö i Mälaren                                           | Lindragen | C 517 - D 975                         | Ja                                                    |                                                                       |
| Aspöleden            | Aspö (Aspö Mad)–Karlskrona (Handelshamnen)                     | Frigående | K 707                                 | Ja                                                    |                                                                       |
| Avanleden            | Över Lule älv vid Avan                                         | Lindragen | BD 585                                | Nej (väg med bro finns)                               |                                                                       |
| Björköleden          | Bohus-Björkö i Öckerö kommun–Lilla Varholmen, Göteborgs kommun | Frigående | O 1135(-155)                          | Ja                                                    |                                                                       |
| Blidöleden           | Yxlan–Blidö i Roslagen                                         | Frigående | AB 1025                               | Ja                                                    |                                                                       |
| Bohedenleden         | Över Kalix älv vid Boheden                                     | Lindragen | BD 797                                | Nej (väg finns runt sjön)                             |                                                                       |
| Bohus-Malmönleden    | Bohus-Malmön–Tullboden (Bohuslän)                              | Lindragen | O 873                                 | Ja                                                    |                                                                       |
| Bolmsöleden          | Sunnaryd–Bolmsö i sjön Bolmen i Småland                        | Lindragen | F 518 - G 555                         | Nej (väg med bro finns)                               |                                                                       |
| Ekeröleden           | Ekerö–Slagsta (Södra Storstockholm)                            | Frigående |                                       | Nej (väg med bro finns)                               | Drivs av Färjerederiet på uppdrag av Ekerö kommun. Avgiftsbelagd      |
| Furusundsleden       | Furusund–Yxlan (Roslagen)                                      | Frigående | AB 1025(-278)                         | Ja                                                    |                                                                       |
| Fårösundsleden       | Fårö–Fårösund, Gotland                                         | Frigående | I 699(-149)                           | Ja                                                    |                                                                       |
| Gräsöleden           | Öregrund–Gräsö i Roslagen                                      | Frigående | C 1184                                | Ja                                                    |                                                                       |
| Gullmarsleden        | Finnsbo (Lysekilssidan)–Skår (Bokenässidan), Bohuslän          | Frigående | 161                                   | Nej (väg finns runt fjorden)                          | Färjerederiets största färjor                                         |
| Hamburgsundsleden    | Hamburgsund–Hamburgö, Bohuslän                                 | Lindragen | O 907                                 | Ja                                                    |                                                                       |
| Hemsöleden           | Strinningen–Sanna på Hemsö, nordost om Härnösand               | Lindragen | Y 729                                 | Ja                                                    |                                                                       |
| Holmöleden           | Norrfjärden–Holmön, utanför Umeå                               | Frigående | AC 686(- AC 655)                      | Ja                                                    |                                                                       |
| Håkanstaleden        | Håkansta–Norderön i Storsjön, Jämtland                         | Frigående | Z 623                                 | Nej (alternativet är via Isöleden)                    |                                                                       |
| Högsäterleden        | Fyxnäs–Högsäter i Värmland                                     | Lindragen | S 665                                 | Nej (väg med bro finns)                               | Färjerederiets minsta färja, tar endast fyra bilar                    |
| Hönöleden            | Hönö (Öckerö kommun)–Lilla Varholmen (Göteborgs kommun)        | Frigående | 155                                   | Ja                                                    | Sveriges mest trafikerade färjeled                                    |
| Isöleden             | Isön–Norderön i Storsjön                                       | Lindragen | Z 623                                 | Nej (alternativet är via Håkanstaleden)               |                                                                       |
| Ivöleden             | Barum–Ivö, Skåne                                               | Lindragen | M 2074                                | Ja                                                    |                                                                       |
| Kornhallsleden       | Kornhall–Gunneby, över Nordre älv (Bohuslän)                   | Lindragen | O 570                                 | Nej (väg med bro finns)                               |                                                                       |
| Ljusteröleden        | Småskärsudden (Ljusterö)–Östanå (Roslagen)                     | Frigående | AB 1036                               | Ja                                                    |                                                                       |
| Lyrleden             | Lyresten–Lyr i Bohuslän                                        | Lindragen | O 738                                 | Ja                                                    |                                                                       |
| Malöleden            | Malö–Orust (Bohuslän)                                          | Lindragen | O 751                                 | Nej (alternativet är via Ängöleden)                   |                                                                       |
| Nordöleden           | Burö–Knippla–Hyppeln–Rörö (Öckerö kommun)                      | Frigående | O 575                                 | Ja                                                    |                                                                       |
| Oxdjupsleden         | Rindö–Värmdö, Roslagen                                         | Frigående | 274                                   | Nej (alternativet är via Vaxholmsleden)               |                                                                       |
| Röduppleden          | Över Kalixälven i Norrbotten                                   | Lindragen | BD 836.01                             | Nej (väg med bro finns)                               |                                                                       |
| Skanssundsleden      | Hörningsnäs–Mörkö, söder om Stockholm                          | Frigående | AB 569                                | Nej (väg med bro finns)                               |                                                                       |
| Skenäsleden          | Över Bråviken, öster om Norrköping                             | Frigående | E 891                                 | Nej (väg finns runt viken)                            |                                                                       |
| Stegeborgsleden      | Norrkrog–Stegeborg, över Slätbaken                             | Lindragen | E 862                                 | Nej (väg finns runt viken)                            |                                                                       |
| Sund-Jarenleden      | Sund–Jaren, över sjön Stora Le, Dalsland                       | Lindragen | O 2206                                | Nej(väg finns runt sjön)                              |                                                                       |
| Svanesundsleden      | Svanesund (Orust)–Kolhättan (Stenungsunds kommun, Bohuslän)    | Frigående | O 770                                 | Nej (väg med bro finns)                               |                                                                       |
| Tynningöleden        | Norra Lagnö (Värmdö kommun)–Tynningö (Vaxholms kommun)         | Frigående | AB 642 (- AB 678)                     | Ja, för persontransporter finns det även Waxholmsbåt. |                                                                       |
| Vaxholmsleden        | Vaxholm–Rindö                                                  | Frigående | 274                                   | Nej (alternativet är via Oxdjupsleden)                |                                                                       |
| Vinöleden            | Hampetorp–Vinön i Hjälmaren                                    | Frigående | T 665                                 | Ja                                                    |                                                                       |
| Visingsöleden        | Gränna–Visingsö                                                | Frigående | F 1001                                | Ja                                                    | Drivs av Färjerederiet på uppdrag av Jönköpings kommun. Avgiftsbelagd |
| Ängöleden (färjeled) | Ängön–Fruvik i Bohuslän                                        | Lindragen | O 751                                 | Nej (alternativet är via Malöleden)                   |                                                                       |

Dessutom finns ytterligare bilfärjor inom landet, varav de flesta är avgiftsbelagda och inte är en del av en statligt vägnummer:
- Oskarshamn–Visby
- Nynäshamn–Visby
- Oskarshamn–Byxelkrok (sommartid)
- Landskrona–Ven (trafikeras av Ventrafiken)
- Ornö–Dalarö i Haninge kommun (Ornö har en länsväg, AB 685)
- Högmarsö–Svartnö i Norrtälje kommun
- Mörkö–Oaxen i Södertälje kommun
- Yttre Park–Ytterön i Karlskrona kommun
- Hovnäs färja över Dalälven mellan Dalarna och Västmanland
- Jäverön–Herrön i Vänern öster om Karlstad.
- Torpön–Blåvik, i sjön Sommen. Färjeleden är endast öppen under sommaren och mycket populär bland de turister som hittar dit. Lindragen.

Några färjeleder är inte utan vidare öppna för allmänheten, eftersom de förbinder bebodda öar som inte tillåter fri biltrafik:
- till Göteborgs södra skärgård
- Koön–Marstrandsön i Kungälvs kommun
- Till Brunnaön i sjön Håvran vid Hedemora i Dalarna
- Färjan från Rönnäng på Tjörn till öarna Tjörnekalv, Dyrön och Åstol.
- Torsö–Brommö i Vänern.

## Från Sverige till andra länder
- Se lista över färjeleder mellan Sverige och andra länder